# Vodenovo
Vodenovo – wieś w Słowenii, w gminie Šmarje pri Jelšah. W 2018 roku liczyła 83 mieszkańców.